# فرودگاه قیزیل‌اوردا
فرودگاه قیزیل‌اوردا (به انگلیسی: Kyzylorda Airport) یک فرودگاه همگانی با کد یاتا KZO است . این فرودگاه در شهر قیزیل‌اوردا کشور قزاقستان قرار دارد و در ارتفاع ۱۳۲ متری از سطح دریا واقع شده است.